# Ischnotoma (Ischnotoma) rubriventris
Ischnotoma (Ischnotoma) rubriventris is een tweevleugelige uit de familie langpootmuggen (Tipulidae). De soort komt voor in het Australaziatisch gebied.